# The King of Queens
The King of Queens è una sitcom statunitense, andata in onda dal 1998 al 2007 sulla rete televisiva della CBS.
In Italia è stata trasmessa, prima da Paramount Comedy e poi da Comedy Central da marzo 2005.

## Trama
Doug e Carrie Heffernan (interpretati dagli attori Kevin James e Leah Remini) dividono casa, al 3121 di Aberdeen Street a Rego Park nel Queens, con lo strano padre di Carrie, Arthur Spooner (interpretato da Jerry Stiller), che nella prima puntata incendia la propria casa dove viveva con la moglie, morta di recente. Doug, che per lavoro effettua consegne per la International Parcel Service (IPS), trascorre la maggior parte del suo tempo a casa con sua moglie Carrie. Carrie inizialmente lavora come segretaria in uno studio legale di Manhattan e successivamente diventa segretaria per un'azienda immobiliare. Tutto ciò è complicato da Arthur, tanto problematico da gestire che i due, si trovano costretti a dover assumere una dog-sitter, Holly (interpretata da Nicole Sullivan), per portarlo in giro insieme ai cani.
Doug frequenta i suoi amici Deacon Palmer (interpretato da Victor Williams), Spence Olchin (interpretato da Patton Oswalt), Richie Iannucci (interpretato da Larry Romano presente nelle stagioni 1, 2 e 3) e Danny Heffernan (interpretato da Gary Valentine a partire dalla stagione 3). Il suo amico Spence è un fan di Star Trek molto bloccato quando si parla di donne. Deacon Palmer è il migliore amico di Doug, e si vede spesso al lavoro con lui all'IPS. Danny è il cugino di Doug, inizialmente non viene ben accettato ma poi il rapporto migliora. Richie è un vigile del fuoco dongiovanni. La gang spesso frequenta il Cooper's Ale House a Glendale nel West-Central Queens.
Lo spettacolo si svolge solitamente attorno alle trame intricate di Doug o Carrie (a volte anche insieme) per ottenere qualcosa di esilarante dall'altro o da una terza persona; Deacon Palmer ed Holly sono presenze quasi costanti in queste storie. Comunque, ci sono casi in cui uno dei due, o anche entrambi, sono ispirati da buone azioni (come donazioni o trovare lavoro a qualcuno), o vogliono dare qualcosa che porti benefici a se stessi (come stravolgere la casa o investire nel mercato azionario). Loro (solitamente Doug) pasticceranno questi piani portando uno dei due (solitamente Doug) al panico e sabotano queste situazioni, o loro (solitamente Carrie) saranno presi in giro non dando credito alle proprie azioni. La maggior parte delle loro azioni però riportano sempre ad un punto stagnante alla fine dell'episodio.
A differenza della formula tradizionale delle sitcom, il conflitto centrale di molti episodi non viene risolto alla fine dello stesso. L'introduzione di molti episodi (dove presente) affronta situazioni che non hanno assolutamente nulla a che vedere con quello che accade nell'episodio stesso. La scena finale invece è solitamente una scena comica legata all'episodio appena concluso.
La maggior parte delle scene hanno luogo a casa Heffernan, altri luoghi tradizionalmente presenti sono i luoghi di lavoro di Doug e Carrie, il ristorante "Cooper's" e le case degli amici della famiglia. Mentre le scene della colonna sonora sono girate nei dintorni di New York, la serie è girata invece in California.
Quando e dove si sono conosciuti Doug e Carrie non è chiaro. In Destini Incrociati, un episodio flashback di come si sono conosciuti, Doug ed il suo amico Richie lavorano come buttafuori in una discoteca ed incontrano Carrie e la sua amica Lynn che festeggiano nel locale. Le due ragazze vanno all'apparterremo dei due per continuare la serata. Ma, nell'introduzione dell'episodio Senza Patente, Doug e Carrie stanno guardando la TV sul divano e viene suonata la canzone Boogie Oogie Oogie in televisione. Carrie chiede a Doug di ballare, perché, lei dice che quella è la loro prima canzone e spiega che lui le chiese di ballare quella canzone al compleanno di Kim Ianola quando andavano alle medie, ma Doug ricorda solo il rifiuto di Carrie con tanto di dito medio mostratogli. Quindi si conoscevano ai tempi della scuola o anche prima.

## Episodi
| Stagione         | Episodi | Prima TV originale | Prima TV Italia |
| ---------------- | ------- | ------------------ | --------------- |
| Prima stagione   | 25      | 1998-1999          | 2005            |
| Seconda stagione | 25      | 1999-2000          | 2005            |
| Terza stagione   | 25      | 2000-2001          | 2005            |
| Quarta stagione  | 25      | 2001-2002          | 2005            |
| Quinta stagione  | 25      | 2002-2003          | 2008            |
| Sesta stagione   | 24      | 2003-2004          | 2008-2009       |
| Settima stagione | 22      | 2004-2005          | 2009            |
| Ottava stagione  | 23      | 2005-2006          | 2009            |
| Nona stagione    | 13      | 2006-2007          | 2009            |

## Personaggi e cast

### Personaggi principali
- Douglas "Doug" Heffernan (interpretato da Kevin James): Doug è il tipico americano medio che lavora come addetto alle consegne per l'IPS e che mostra un grande cuore e, a volte, molta immaturità. Il compleanno di Doug è il 9 febbraio del 1965. Secondo quanto gli viene rivelato dai genitori nell'episodio Bugie di marzapane, è nato a Montréal (nel Québec). Le sue disavventure sono spesso causate dalla sua immaturità e dal suo comportamento adolescenziale ma anche dal suo amore sfrenato per il cibo. Questi desideri basilari spesso lo portano a pensare a strani ed intricati piani per ottenere ciò che vuole e lo portano a litigare con sua moglie Carrie. La tendenza di Doug a cedere alle tentazioni, nonostante prometta a Carrie il contrario, è il motivo principale per il quale i due litighino. Generalmente gli piace godersi i piaceri semplici come guardare sport o giocare a poker con gli amici. Doug è anche un tifoso dei New York Mets, New York Knicks, New York Jets e New York Rangers. È incredibilmente contrario ai cambiamenti e si oppone con enorme forza ad ogni possibile tentativo di cambiamento del suo piccolo mondo, che si tratti di affrontare la morte di Roky, il suo cane dell'infanzia (che, infatti, è morto diverse volte ed è stato rimpiazzato dai suoi genitori da cani diversi della stessa razza), o di un semplice cambiamento nella ricetta di sua madre per le frittelle al limone (dagli aromi artificiali a quelli naturali). Diversamente da molti altri uomini sposati della serie, Doug è raramente attratto da altre donne.
- Carrie Heffernan (interpretata da Leah Remini): Carrie è la bella e sarcastica moglie di Doug. Non ha mai finito il college ed è impiegata come segretaria in uno studio legale. I suoi costanti tentativi di rendere la loro relazione e vita quotidiana più romantica e significativa causano la frustrazione di Doug, visto che lui preferisce le cose semplici ed avere meno restrizioni possibili nella sua vita. Carrie spinge spesso Doug a fare di più per se stesso e migliorare la sua morale, ma può essere altrettanto senza scrupoli quanto lui. Carrie ha spesso un atteggiamento duro e viene giudicata da Holly e Doug come spaventosa (in particolare quando è arrabbiata). Durante un flashback, Carrie scopre che lei di solito è più felice (lei stessa si descrive come mai veramente felice) quando gli altri sono infelici. Anche se Carrie rimprovera a Doug di essere pigro ed egoista, lei riesce ad essere anche più egoista, con poca pazienza per i problemi degli altri e nessuna tolleranza per le loro stranezze. Molti episodi vedono la coppia cercare di scappare da impegni sociali sgradevoli su ordine di Carrie con il risultato di lasciare Doug a difendersi da solo; una volta lo ha lasciato solo in un bosco per andare a pranzare, mentre un'altra volta lo ha lasciato in un bizzarro B&B mentre lei andava a stare in un hotel e dopo a ballare. La migliore amica di Carrie è la moglie di Deacon, Kelly Palmer.
- Arthur Spooner (interpretato da Jerry Stiller): Arthur è il padre vedovo di Carrie, che è stato sposato tre volte e per la quarta volta con la madre di Spence nell'ultima stagione, è il classico strambo della famiglia. Vive nella cantina della casa degli Heffernan perché ha accidentalmente dato fuoco alla propria casa che non era assicurata, con una vecchia piastra da cottura nel primo episodio della serie. Arthur è conosciuto per le sue uscite incoerenti d irascibili. Racconta un sacco di storie incoerenti sul suo passato. Arthur causa solitamente caos regolari e porta a mostrare il lato peggiore delle persone a causa delle sue buffonate, la sua follia e i suoi comportamenti fastidiosi. Carrie e Doug hanno a volte problemi nel restare da soli perché Arthur tende a mettersi in mezzo alla coppia. Nonostante i suoi pessimi comportamenti, nel profondo Arthur ha un cuore d'oro che riesce sempre a brillare, facendo sentire in colpa Doug e Carrie dopo avergli urlato contro. Arthur cerca anche di creare problemi agli amici di Doug, in particolare a Spence, ma anche (senza successo) a Deacon, che spesso lo cita come "il vecchio".

### Personaggi secondari
- Deacon Palmer (interpretato da Victor Williams): il miglior amico di Doug. Deacon è il più responsabile dei due, oltre ad essere il classico "padre di famiglia". È alto ed atletico. Lui e sua moglie Kelly hanno due figli Major e Kirby. Viene spesso visto insieme a Doug, sia nelle pausa pranzo, nei weekend e nelle riunioni di famiglia. Anche se spesso attraversa problemi nella sua relazione, Deacon ha sempre tempo per uscire e divertirsi. Spesso aiuta Doug a creare elaborati schemi per fregare Carrie, ma raramente vuole essere coinvolto in prima persona con questi progetti. Viene spesso detto in molti episodi che Deacon ha frequentato la St. John's University nel Queens, ma non si è mai saputo se si sia laureato. Ne Il Testimone Di Nozze, racconta di aver servito nella Guardia Nazionale.
- Spencer "Spence" Olchin (interpretato da Patton Oswalt): un altro amico di Doug, spesso visto come il nerd del gruppo. Non solo è molto paranoico, ha grande interesse per le serie ed il film fantascientifici e fumetti, tutti interessi che i suoi amici non condividono. Il compleanno di Spence è il 14 febbraio, ha origini albanesi da parte di madre e lavora come venditore di biglietti nella metropolitana. In un episodio fa il domestico per Deacon e Kelly. Il suo personaggio è molto basato sulla personalità dell'attore che lo interpreta, Patton Oswalt. Spence dimostra intelligenza e capacità in molte situazioni, ma è rovinato dalla sua storia familiare, la sua dominante e instabile madre e la sua incapacità di relazionarsi con gli altri. In molti episodi viene menzionato il fatto che è asmatico (un problema che condivide con Danny) ed allergico agli arachidi. Nell'episodio Opere benefiche, Spence dice di essere nato ad Ottawa, in Canada. Nel penultimo episodio della serie, Single Spaced, Spence diventa ossessionato nel rendere romantica Carrie quando sembra stia per divorziare da Doug.
- Daniel "Danny" Heffernan (interpretato da Gary Valentine): Danny Heffernan è il cugino di Doug, e spesso esce con Doug, Spence e Deacon. Nelle prime stagioni della serie Doug non lo vedeva di buon occhio, arrivando quasi ad odiarlo. Comunque con l'avanzare della serie, loro sono diventati amici e colleghi, ed hanno cominciato a frequentarsi regolarmente con Deacon e Spence. Danny diventa addirittura coinquilino di Spence in un piccolo appartamento. I due si comportano come se avessero una relazione coniugale, e litigano come una coppia sposata. Ad un certo punto si sposano legalmente per ottenere una TV omaggio. Danny era proprietario di una pizzeria ed ha divorziato. Un tempo veniva chiamato "Stumpy", soprannome affibbiatogli da Doug. Come mostrato negli episodi Questione di altezza e Tanti Auguri Deacon Danny ha l'asma ed usa l'inalatore. Gary Valentine e Kevin James sono fratelli nella realtà. Entrambi hanno creato un cognome d'arte per recitare, Valentine è il secondo nome del padre.
- Holly Shumpert (2001–2006) (interpretato da Nicole Sullivan): La dog-sitter che porta a spasso Arthur.
- Richard "Richie" Ianucchi (1998–2001) (interpretato da Larry Romano):
- Sara Spooner (1998) (interpretata da Lisa Rieffel):

### Personaggi ricorrenti
- Kelly Palmer (1998–2001; 2003–2007), moglie di Deacon (interpretata da Merrin Dungey):
- Lou Ferrigno (2000–2007) (interpretato da se stesso):
- Raymond "Ray" Barone (interpretato da Ray Romano): l'amico di Long Island di Doug. Questo personaggio proviene dalla serie Tutti amano Raymond. Questo ha permesso l'apparizione straordinaria di quattro personaggi dalla serie nei ruoli della moglie di Ray, sua madre, suo padre e suo fratello.

### Personaggi minori
- Stephanie Heffernan, sorella di Doug (interpretata da Ricki Lake)
- Veronica Olchin, madre di Spence (interpretata da Grace Zabriskie/Anne Meara)
- Doug Pruzan, ex capo di Carrie allo studio legale "Kaplan, Hornstein & Steckler" (interpretato da Alex Skuby)
- Joseph "Joe" Heffernan, padre di Doug (interpretato da Dakin Matthews)
- Janet Heffernan, madre di Doug (interpretata da Jenny O'Hara)
- Supervisor Patrick O'Boyle, capo di Doug (interpretato da Sam McMurray)
- Carla Ferrigno, moglie di Lou Ferrigno (stagioni 2000–2007): interpretata da se stessa
- Denise Ruth Battaglia, fidanzata di Spence (interpretata da Rachel Dratch)
- Mr. Kaplan (ex capo di Carrie) e Mr. Kaufman (capo di Carrie successivamente) (interpretato da Victor Raider-Wexler)
- Kirby Palmer (interpretato da Omari Lyles/Marshaun Daniel/Philip Bolden)
- Major Palmer (interpretato da Desmond Roberts/Austin Astrup)
- Giovane Doug (interpretato da Tyler Hendrickson)
- Giovane Carrie (interpretata da Madison Lanc)
- Padre McAndrew, prete della chiesa degli Heffernans (interpretato da Joe Flaherty)
- Tim Sacksky, vicino degli Heffernans (interpretato da Bryan Cranston): ritorna senza spiegazioni in un episodio (3x22) dopo essersi trasferito nell'episodio 2x22, dopo questo i Sackskys non vengono più visti, viene confermato il loro trasferimento nell'episodio "Window Pain" (5x02), which featured the Rosses moving in.
- Dorothy Sacksky, vicina degli Heffernan (interpretata da Dee Dee Rescher)
- Mike Ross (interpretato da Michael Lowry)
- Debi Ross (interpretata da Marcia Cross)
- Mickey (interpretato da Ford Rainey), un amico di Arthur
- Kim, collega di Carrie allo studio Kaplan, Hornstein & Steckler (interpretata da Melissa Chan)
- Amy, collega di Carrie allo studio Kaplan, Hornstein & Steckler (interpretata da Christine Gonzales)
- Dawn, collega di Carrie al dipartimento (interpretata da Laura Silverman)
- George Barksdale (interpretato da Gerry Black)
- Stu, zio di Doug e padre di Danny (interpretato da Gavin MacLeod)
- Trudy, madre di Danny (interpretata da Beecey Carlson)
- Jimmy, collega di Doug all'IPS (interpretato da Jimmy Shubert)
- Duke, collega di Doug all'IPS (interpretato da Steve Tancora)
- Georgia Boone, capo di Carrie al Dugan Group (interpretata da Lisa Banes)
- Donna, fidanzata di Richie (interpretata da Sandra Taylor)

## Trasmissioni all'estero
- Australia: The King of Queens (Fox Classics, FOX8, Nine Network)
- Austria: King of Queens (ATV)
- Brasile: King of Queen (SET)
- Canada: The King of Queens (Omni Television)
- Croazia: Kralj Queensa (Nova TV)
- Danimarca: Kongen af Queens (TV 2, TV 2 Zulu)
- Finlandia: Kellarin kunkku (Nelonen)
- Francia: Un Gars du Queens (Comédie!)
- Germania: King of Queens (RTL II, kabel eins)
- Ungheria: Férjek gyöngye (Viasat 3)
- India: The King of Queens (Star World)
- Irlanda: The King of Queens (RTÉ Two)
- Islanda: The King of Queens and Kóngur Queens (Skjár 1)
- Israele: מלך השכונה (Channel 3)
- Italia: King of Queens (Comedy Central)
- Paesi Bassi: The King of Queens (RTL 5)
- Norvegia: Kongen av Queens (TV3, TV 2)
- Filippine: The King of Queens (Maxxx)
- Polonia: Diabli Nadali (Polsat, Comedy Central, TVN7)
- Portogallo: O Rei do Bairro (TVI); Eu, Ela e o Pai (SIC Radical, SIC Mulher)
- Svezia: Kung av Queens (TV4)
- Svizzera: King of Queens (SF zwei)
- Turchia: The King of Queens (CNBC-e)
- Regno Unito: The King of Queens (Paramount Comedy 1)
- Stati Uniti: The King of Queens (CBS, TBS, Fox) e WGN CHANNEL 10